# Vital Remains
Vital Remains es una banda estadounidense de death metal de Providence, Rhode Island formada por Tony Lazaro, quién ha sido el único miembro permanente de la banda. La banda se formó en 1988 influenciada por bandas como Venom, Celtic Frost, Bathory, Mercyful Fate, Sodom y Destruction. Originalmente abarcada por los miembros Paul Flynn y Tony Lazaro en guitarras, el vocalista Jeff Gruslin, el bajista Tom Supkow y Chris Dupont en batería, la banda había estado bajo varios cambios de alineación (al igual que de disqueras) a través de los años, pero no habían conseguido una manera de publicar álbumes en bases regulares. Un par de demos (Reduced to Ashes y Excruciating Pain) los condujeron a un contrato con una marca francesa Thrash Records, quienes publicaron The Black Mass en 1991.
Un par de lanzamientos que siguieron para Peaceville Records, Let Us Pray y Into Cold Darkness, antes de saltar a otra marca francesa, Osmose Productions, para la cual grabaron Forever Underground y Dawn of the Apocalypse". Glen Benton (líder de Deicide) graba las voces para Dechristianize que fue lanzado en 2003 con mucha aclamación por parte de la crítica, si bien sus letras son escritas por el resto de la banda. 
El último álbum de la banda, lanzado el 2007, es Icons of Evil. El primer DVD en vivo llamado Evil Death Live fue lanzado en Europa el 9 de julio, y en Estados Unidos el 31 de julio por la disquera Polaca Metal Mind Productions.
La banda se encuentra activa actualmente en vivo, y está previsto un disco de estudio para el año 2019.

## Miembros
Miembros actuales
- Tony Lazaro - Guitarra rítmica (1989-presente)
- Geaton "Gator" Collier - Bajo, Coros (2008-presente)
- Brian Werner - Voz principal (2012-presente)
- Chris Dovas - Batería (2018-presente)
- Dean Arnold - Guitarra líder (2015-presente)

Formación en vivo
- Taylor Fishman - Guitarra líder (en vivo)
- Eddie Hoffman - Batería (en vivo)

Antiguos miembros
- Eugene Ryabchenko - Batería
- Jack Blackburn - Batería
- Joe Lewis - Bajo, Voz
- Dave Suzuki - Guitarra líder, Batería, Bajo
- Glen Benton - Voz
- Brian Hobbie - Bajo
- Antonio Donadeo - Batería
- Damien Boynton - Voces
- Tim Yeung - Batería
- Rick Corbett - Batería
- Chris Dupont - Batería
- Ace Alonzo - Batería
- Marco Pitruzzella - Batería
- Kyle Severn - Batería
- Derek Boyer - Bajo
- Istvan Lendvay - Bajo
- Kelly Conlon - Bajo
- Tom Supkow - Bajo
- Anthony Geremia - Voces en vivo
- Rodrigo Sánchez - Guitarra
- Keshva Doane - Batería
- Alberto Allende - Batería
- Jeff Gruslin - Voz (1988-1996)

## Discografía
- Let Us Pray (1992)
- Into Cold Darkness (1995)
- Forever Underground (1997)
- Dawn of the Apocalypse (2000)
- Dechristianize (2003)
- Horrors of Hell (2006)
- Icons of Evil (2007)